# Élections municipales françaises de 1896
Les élections municipales se déroulent en France les 3 et 10 mai 1896.

## Contexte
À l'occasion de ce scrutin, les élections municipales de Paris, qui avaient lieu tous les trois ans, coïncident de nouveau avec les élections municipales nationales, qui avaient lieu tous les quatre ans. Depuis lors, les élections municipales se dérouleront pour Paris comme pour le reste du pays tous les quatre ans.

## Résultats
À Paris, vingt-cinq élus nationalistes font leur entrée au conseil municipal en enlevant les quartiers du centre et de l'ouest à la droite et au centre.
À Lyon, les modérés sont battus par les socialistes sauf dans les arrondissements où ils avaient conclu des alliances, comme dans le deuxième et dans le sixième.